# ابزارهای تحلیل ترکیب ژنتیکی
ابزارهای تحلیل ترکیب ژنتیکی (انگلیسی: ADMIXTOOLS)، یک بسته نرم‌افزاری است که عمدتاً برای تجزیه و تحلیل ترکیبات در ژنتیک جمعیت استفاده می‌شود. نسخه اصلی به عنوان مجموعه ای از برنامه‌های سی مستقل توسط نیک پترسون و همکارانش توسعه یافت و در سال ۲۰۱۲ منتشر شد. یک نسخه مجدد، ADMIXTOOLS 2، به عنوان یک بسته آر توسط رابرت مایر و همکارانش توسعه یافت و در سال ۲۰۲۳ منتشر شد.
اکثر برنامه‌های ADMIXTOOLS، بر اساس برازش مدل‌های جمعیت‌شناختی با آماره‌های f هستند که از بسامدهای آللی جمعیت محاسبه می‌شوند.

## qpGraph
qpGraph، یک برنامه نرم‌افزاری است که بخشی از بسته نرم‌افزاری ADMIXTOOLS است که توسط پترسون و همکاران (۲۰۱۲)، توسعه یافته است. qpGraph مدل‌های مبتنی بر نمودار روابط جمعیت را با ترکیب ژنتیکی ارزیابی می‌کند. احتمال نمودارها را با توپولوژی ثابت تخمین می زند، در حالی که پارامترهای گراف را برای تناسب با آماره‌های f مشاهده شده تنظیم می‌کند.
ADMIXTOOLS 2، عملکردی را برای یافتن توپولوژی های نمودار بهینه شده، مشابه برنامه هایی مانند Treemix اضافه می‌کند.

## ابزارهای دیگر
ابزارهای آماری مرتبط در بسته نرم افزاری ADMIXTOOLS، عبارتند از qpAdm، qpfst، qpF4ratio، qp3Pop، qpBound، qpDstat و qpWave.
qpDstat و qpWave آزمایش می‌کنند که آیا جمعیت‌ها کلاد تشکیل می‌دهند، در حالی که qpAdm نسبت‌های اجداد را تخمین می‌زند. qpAdm اغلب در ارتباط با CP/NNLS استفاده می شود.